# Munford (Alabama)
Munford és una concentració de població designada pel cens dels Estats Units a l'estat d'Alabama. Segons el cens del 2000 tenia 2.446 habitants.

## Demografia
Segons el cens del 2000, Munford tenia 2.446 habitants, 912 habitatges, i 706 famílies. La densitat de població era de 85,5 habitants/km².
Dels 912 habitatges en un 37,6% hi vivien nens de menys de 18 anys, en un 55,8% hi vivien parelles casades, en un 16% dones solteres, i en un 22,5% no eren unitats familiars. En el 18,9% dels habitatges hi vivien persones soles el 8% de les quals corresponia a persones de 65 anys o més que vivien soles. El nombre mitjà de persones vivint en cada habitatge era de 2,68 i el nombre mitjà de persones que vivien en cada família era de 3,05.
Per edats la població es repartia de la següent manera: un 27,6% tenia menys de 18 anys, un 8,3% entre 18 i 24, un 30,8% entre 25 i 44, un 22,4% de 45 a 60 i un 11% 65 anys o més.
L'edat mediana era de 34 anys. Per cada 100 dones hi havia 94,1 homes. Per cada 100 dones de 18 o més anys hi havia 93,7 homes.
La renda mediana per habitatge era de 35.109 $ i la renda mediana per família de 39.205 $. Els homes tenien una renda mediana de 26.098 $ mentre que les dones 23.000 $. La renda per capita de la població era de 15.346 $. Aproximadament el 0,9% de les famílies i el 5,2% de la població estaven per davall del llindar de pobresa.

## Poblacions properes
El següent diagrama mostra les poblacions més properes.